# Бабусі надвоє сказали...
«Бабусі надвоє сказали...» (рос. «Бабушки надвое сказали…») — російський радянський художній фільм 1979 року режисерів Валерія Харченка і Юрія Клебанова.

## Сюжет
Про пригоди артистів естради Бориса Владимирова і Вадима Тонкова, які зустрілися під час гастролей зі своїми героями, популярними персонажами радянської естради 1970-80-х — Веронікою Маврикіївною та Авдотьйою Микитівною.

## У ролях
- Борис Владимиров
- Вадим Тонков
- Володимир Басов
- Євген Весник
- Борис Ципурія
- Микола Рибников
- Олег Анофрієв
- Євген Моргунов
- Наталія Бондарчук
- Микола Бурляєв

## Творча група
- Автори сценарію: — Юрій Волович, Ярослав Харечко
- Режисери-постановники: — Юрій Клебанов, Валерій Харченко
- Оператори-постановники: — Костянтин Апрятін, Роман Цурцумія
- Композитори: — Георгій Гаранян, Борис Фрумкін